# 정준희
정준희(1971년 8월 3일 ~ )는 연구 중점을 공영언론에 둔 대한민국의 언론학자이자 언론인이다. 미디어 비평가로 활동하면서 언론의 전반적인 신뢰도 하락이나 보도 기법 등을 짚고 넘어가기도 한다. 그가 진행한 프로그램으로는 KBS 1라디오의 <열린토론>과 TBS TV의 <정준희의 해시태그>, MBC 100분 토론이 있다.

## 학력
- 선덕고등학교 졸업
- 서울대학교 언론정보학 학사 및 석사
- 런던 골드스미스 대학교 박사과정 수료[3]

## 경력
- KBS <해외방송정보> 영국연구원, 방송문화연구소 객원연구원
- 중앙대학교 미디어커뮤니케이션학부 강의전담교수
- 중앙대학교 신문방송대학원 겸임교수
- 방송통신위원회 방송미래발전위원회 위원
- 문화체육관광부 여론집중도조사위원회 위원
- 한양대학교 정보사회미디어학과 겸임교수[4]

## 방송 출연 및 진행
- 2018년 8월 13일 ~ 11월 30일 : KBS 제1라디오 <최강시사> 진행
- KBS 1TV <저널리즘 토크쇼 J> 패널
- KBS 2020 총선 개표방송 패널
- 2019년 4월 22일 ~ 2023년 11월 17일 : KBS 제1라디오 <KBS 열린토론> 진행
- 2020년 3월~2023년 2월: TBS TV <정준희의 해시태그> 진행
- 2020년 8월 27일 ~ 2024년 10월 29일: MBC TV <MBC 100분 토론> 진행
- 2023년 3월~: YOUTUBE <정준희의해시티비> 채널 진행

## 공저
- 《스마트 시대 신문의 위기와 미래》. 한국언론진흥재단. 2013년. ISBN 9788957113424
- 《디지털 사회와 커뮤니케이션》. 커뮤니케이션북스. 2014년. ISBN 9791130402437
- 《미디어 연구방법》. 한국방송통신대학교출판문화원. 2015년. ISBN 9788920015878
- 《산업적 지속가능성을 위한 방송영상산업의 재구조화》. 시간의물레. 2020년. ISBN 9788965113096
- 《언론 자유의 역설과 저널리즘의 딜레마》. 멀리깊이. 2022년. ISBN 9791191439274